# 플레이아데스 (신화)

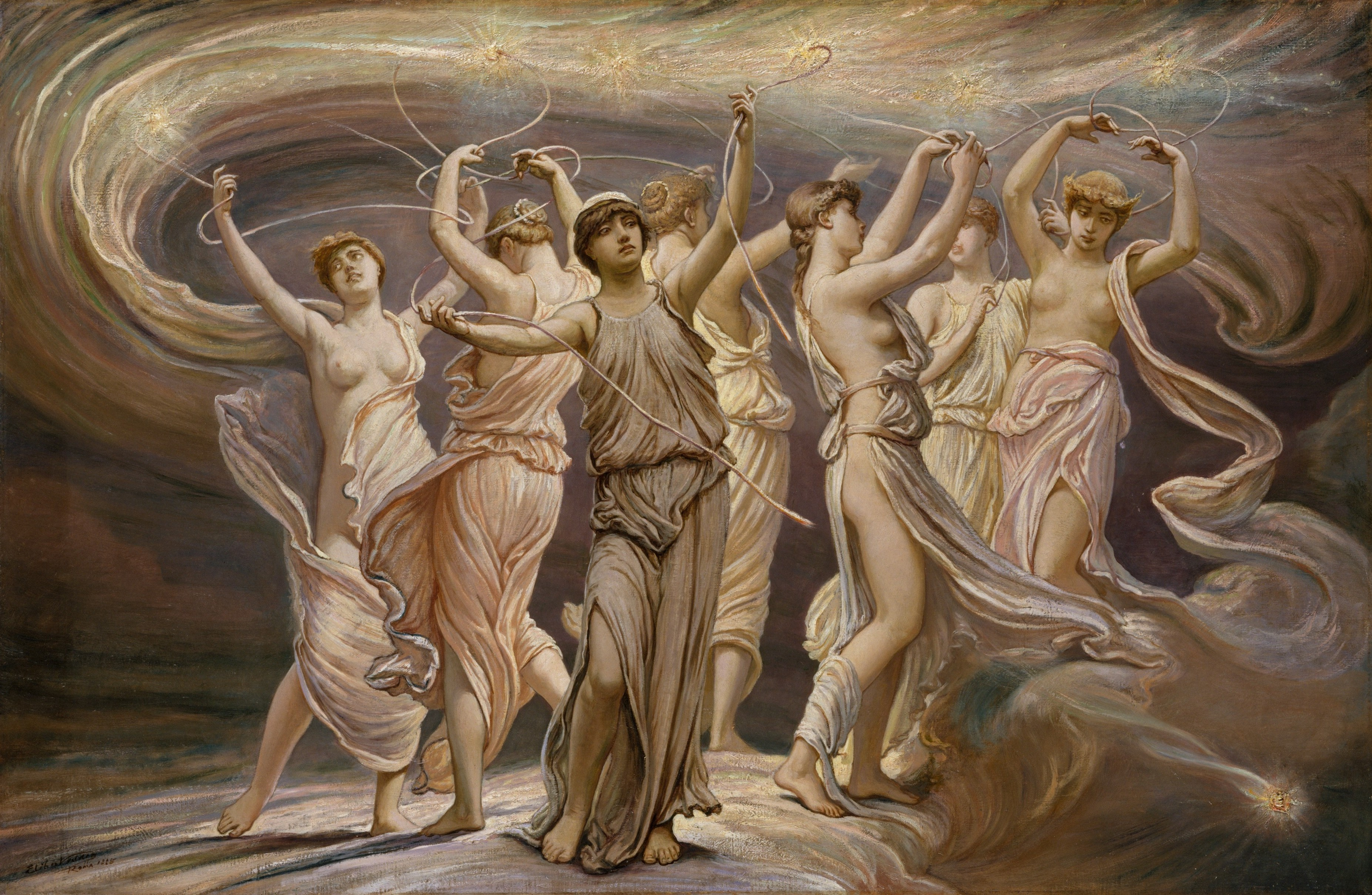

플레이아데스는 티탄 아틀라스와 바다의 님프 플레이오네 사이에서 난 일곱 자매를 말한다. 그들은 칼립소, 휘아스, 휘아데스, 헤스페리데스의 자매이기도 하다.

## 일곱 자매와 그 자식들
플레이아데스는 제우스, 포세이돈, 아레스와 같은 중요한 올림포스 신들과의 사이에서 자식들을 낳았다.
1. 마이아는 제우스와의 사이에서 헤르메스를 낳았다.
2. 엘렉트라는 제우스와의 사이에서 다르다노스와 이아시온을 낳았다.
3. 타위게테는 제우스와의 사이에서 라케다이몬을 낳았다.
4. 알키오네는 포세이돈과의 사이에서 휘리에우스, 휘페레노르, 아이투사를 낳았다.
5. 켈라이노는 포세이돈과의 사이에서 뤼코스와 에우뤼퓔로스를 낳았다.
6. 스테로페(아스테로페)는 아레스와의 사이에서 오이노마오스를 낳았다.
7. 메로페는 오리온에게 구애받았는데, 다른 전승에서는 그녀가 시쉬포스와 결혼하였다고도 한다.

## 같이 보기
- 플레이아데스 성단